# Mario García Jiménez
Mario García Jiménez, conegut com a Mario, (Barcelona, 5 de març de 1923 - Barcelona, 18 de gener de 1992) fou un futbolista català de la dècada de 1940.

## Trajectòria
Jugava d'extrem esquerre. Començà a destacar al FC Barcelona Amateur a començament de la dècada de 1940. El 1945 ingressà al CE Sabadell on passà tres temporades, dues de les quals a primera divisió. Jugà una bona temporada al Reial Valladolid, també a Primera, i a continuació fou contractat pel RCD Espanyol, però només jugà 3 partits de lliga i dos de copa amb l'equip blanc-i-blau. A continuació jugà dues temporades a Segona, amb el RCD Mallorca i la UD Melilla. Retornà a Catalunya on passà els darrers anys de la seva carrera a CE Europa, UE Sants i UD Hospitalet.